# Max Mossel
Max Mossel (Rotterdam, 25 juli 1871 – Den Haag, 27 mei 1929) was een Nederlands violist.
Hij werd als Meijer Mossel geboren binnen het gezin van sigarenmaker Hendrik Mossel en Ester de Leeuw. In september 1908 veranderde hij zijn naam officieel in Max. Hij is de jongere broer van Isaäc Mossel en oom van klarinettist en saxofonist Hans Mossel. Hijzelf bleef ongehuwd. Hij overleed tijdens een ziekbed in verpleeginrichting annex herstellingsoord Villa Elisabeth aan de Parkweg te Den Haag. Hij werd begraven op de Algemene begraafplaats te Den Haag. Hij was Officier d'Académie.
Hij kreeg zijn muzikale opleiding aan het Rotterdamse Muziekschool. Hij mocht verder studeren bij Willy Hess, Pablo de Sarasate en Eugène Ysaÿe. Max Mossel werd op achttienjarige leeftijd concertmeester/violist bij het Concertgebouworkest in Amsterdam, waar hij in 1892 weer vertrok. Hij was ook lid van de Arnhemsche Orkest Vereeniging (1889-1890) te Arnhem, het Crystal Palace Orchestra in Londen en nog een orkest in Glasgow. In Glasgow werd hij ook hoofddocent van het plaatselijk conservatorium. Hij organiseerde de zogenaamde Mossel-concerts met befaamde andere violisten. Zo speelden Richard Strauss daar, alsook Camille Saint-Saëns. In Birmingham was hij samen met Edward Elgar en Granville Bantock organisator van de Birmingham Orchestral Concerts. Hij was tot aan (de ziekte leidend tot) zijn dood docent aan de Guildhall School of Music in Londen (leerling William Primrose en gaf les aan het Midland Institute in Birmingham (leerling Marie Hall, die ook lessen had van Elgar)
Mossel trad ook op als solist in diverse concertzalen van bijvoorbeeld, België Duitsland, Engeland, de Verenigde Staten (1898) en Nederlands-Indië.
Van zijn hand verscheen een Albumblad voor viool per pianobegeleiding opus 1. Benoit Hollander droeg zijn Vioolconcert opus 15 aan hem op.
Enkele concerten:
- 2 februari 1889: Plancius: Mossel speelde werken van Henri Vieuxtemps en Louis Schnitzler
- 9 april 1896: Concertgebouw: Grote zaal, Mossel speelde het vioolconcert van Hollander onder leiding van Willem Mengelberg
- 22 september 1922: Optreden in de Queen's Hall in het kader van de Proms; hij speelde het Vioolconcert nr. 1 van Christian Sinding.

- Gemeinsame Normdatei: 116940824
- International Standard Name Identifier: 0000 0003 7330 3320
- Nederlandse Thesaurus van Auteursnamen: 168719118
- Virtual International Authority File: 49990059
- WorldCat: E39PBJjhwHdWQKVKp9kKqBdvpP